# Stróż na kolei
Stróż na kolei (czes. Hlídač č. 47) – czeski dramat z 2008 roku w reżyserii Filipa Renča. W rolach głównych wystąpili Karel Roden, Lucia Siposová oraz Václav Jiráček.

## Fabuła
Główny bohater (Josef Dousa) jest pracownikiem straży ochrony kolei. Pewnego dnia ratuje życie młodego człowieka, który chce skoczyć pod pociąg. Młody mężczyzna zakochuje się w jego żonie. Josef Dousa jest weteranem I wojny światowej, w związku z wybuchem miny ma uszkodzony słuch. Z czasem problemy ze słuchem pogłębiają się. Otrzymuje pismo o utracie pracy.

## Nagrody
W 2009 film zdobył trzy Czeskie Lwy w następujących kategoriach: Najlepszy montaż (Jan Mattlach), Najlepszy aktor w roli głównej (Karel Roden) i Najlepszy aktor w roli drugoplanowej (Vladimír Dlouhý). W tym samym roku na Tiburon International Film Festival (Kalifornia, Stany Zjednoczone) film zdobył 4 Nagrody Złotej Szpuli (ang. Golden Reel Award) w kategoriach: Najlepsza aktorka (Lucia Siposová), Najlepsze zdjęcia (Karel Fairaisl), Najlepsza reżyseria (Filip Renč) oraz Najlepszy film.

## Obsada
- Karel Roden − Josef Dousa (stróż na kolei)
- Lucia Siposová − Anicka Dousová (żona stróża)
- Václav Jiráček − Ferda
- Vladimír Dlouhý − Bartik
- Norbert Lichý
- Zdeněk Dušek